# St. Isidor (Ammeldingen bei Neuerburg)

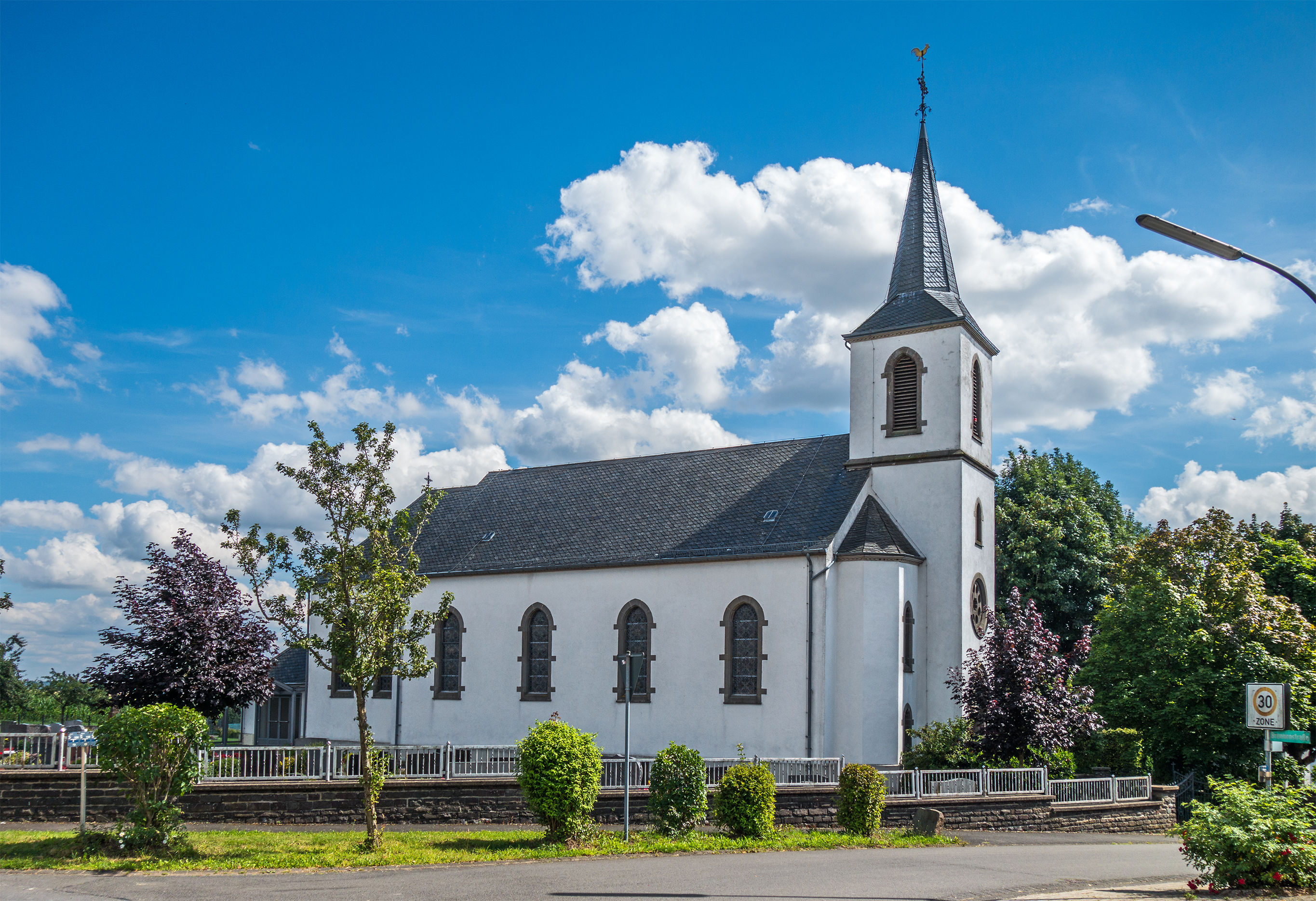
Katholische Pfarrkirche St. Isidor

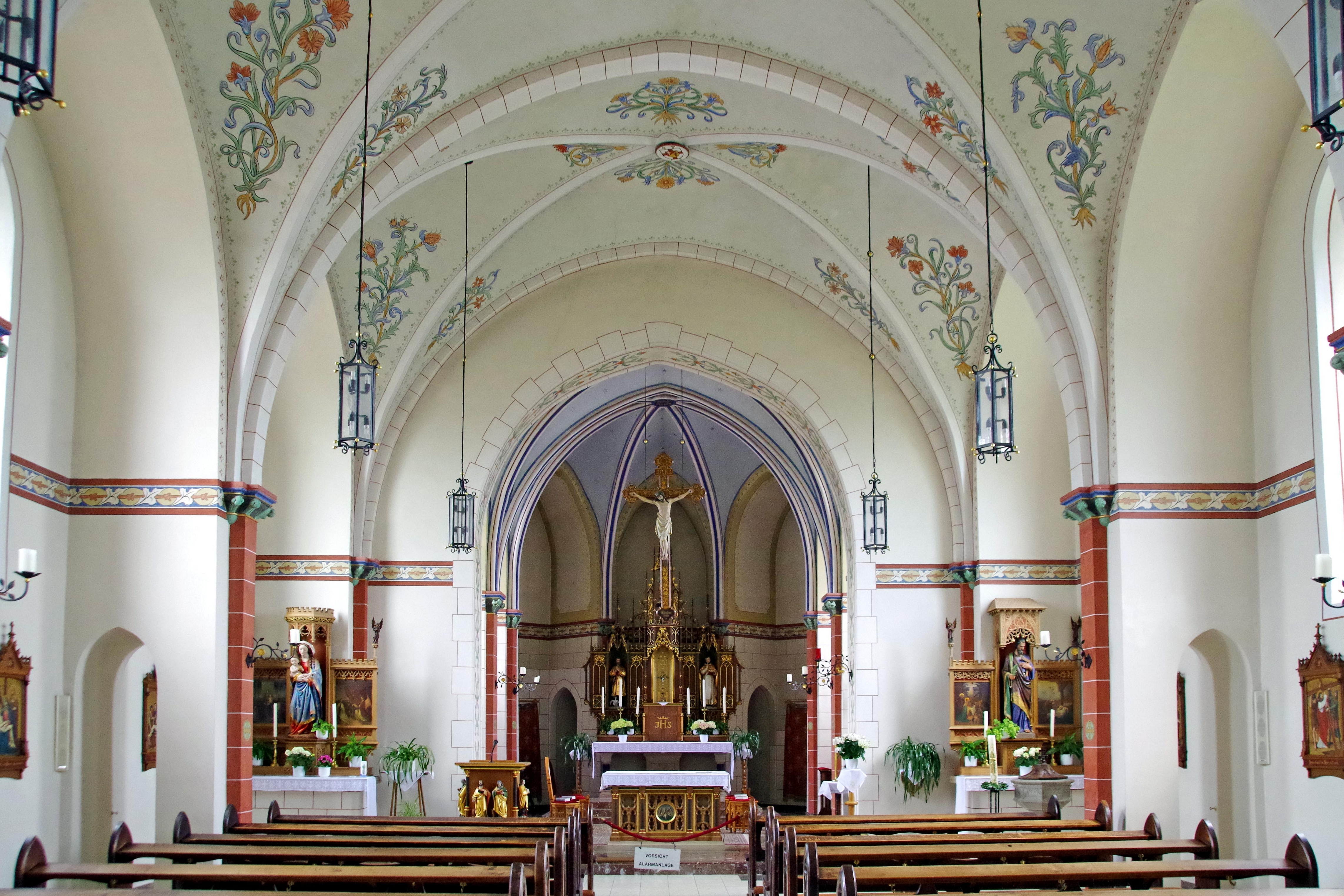
St. Isidor, Innenraum

St. Isidor ist eine römisch-katholische Kirche in Ammeldingen bei Neuerburg in der Verbandsgemeinde Südeifel (Eifelkreis Bitburg-Prüm) in Rheinland-Pfalz. Sie wird von der Generaldirektion Kulturelles Erbe Rheinland-Pfalz (GDKE) im Verzeichnis der Kulturdenkmäler geführt.

## Geschichte
Die Kirche St. Isidor wurde 1896 als historisierender vierachsiger Saalbau mit einem eingezogenen dreiseitig geschlossenen Chor und einem Westturm mit achtseitigem Spitzhelm errichtet. Sie ist Isidor von Madrid geweiht, von dem die Gemeinde Ammeldingen schreibt, er gehöre „nicht zu den bekanntesten Heiligen“. Die Pläne für den Bau stammen von den luxemburgischen Architekten Knepper und Glosener aus Diekirch. Ende März 1896 wurde mit Bau begonnen, am 1. Juni erfolgte die Grundsteinlegung und im August wurden die Mauern hochgezogen. Ein Jahr später erfolgten am 10. August der Einzug in der Kirche und die Segnung durch Dechant Zimmer.
Im Inneren bilden mit Spitzbögen verbundene Strebepfeiler in Schiff und Chor tiefe Wandnischen. Im Gegensatz zum vergleichsweise schlichten Äußeren ist der Innenraum aufwändig gestaltet: So bedecken ein Kreuzrippengewölbe das Schiff und ein Kreuzgratgewölbe den Chor, während die Wände von einer 1987 entdeckten und restaurierten ornamentalen und floralen Ausmalung verziert werden.
Die Ausstattung aus der Bauzeit – dazu gehören vor allem drei Altäre, die Kreuzwegstationen und das Gestühl – ist nahezu vollständig erhalten. Die derzeitige Orgel stammt aus dem Jahr 1988 und wurde von Orgelbau Mühleisen aus Leonberg gebaut. Sie verfügt über neunzehn Register.
Zur Pfarrei Ammeldingen mit etwa 550 Mitgliedern gehören heute die Ortsgemeinden Ammeldingen, Emmelbaum, Heilbach und Plascheid mit mehreren Außengehöften. Sie ist Teil der Pfarreiengemeinschaft St. Nikolaus Neuerburg im Dekanat St. Willibrord Westeifel (Bistum Trier).

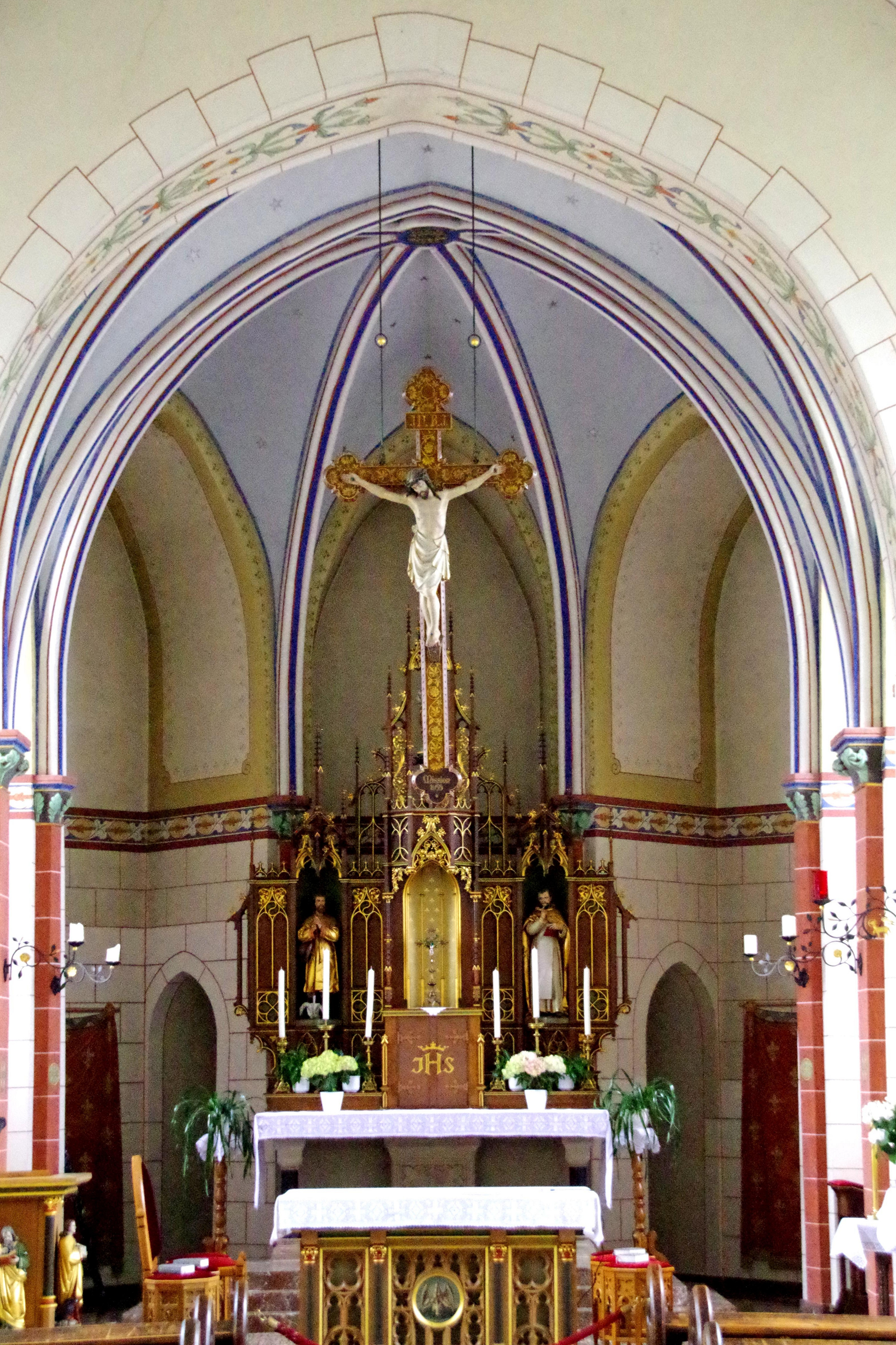
Hochaltar
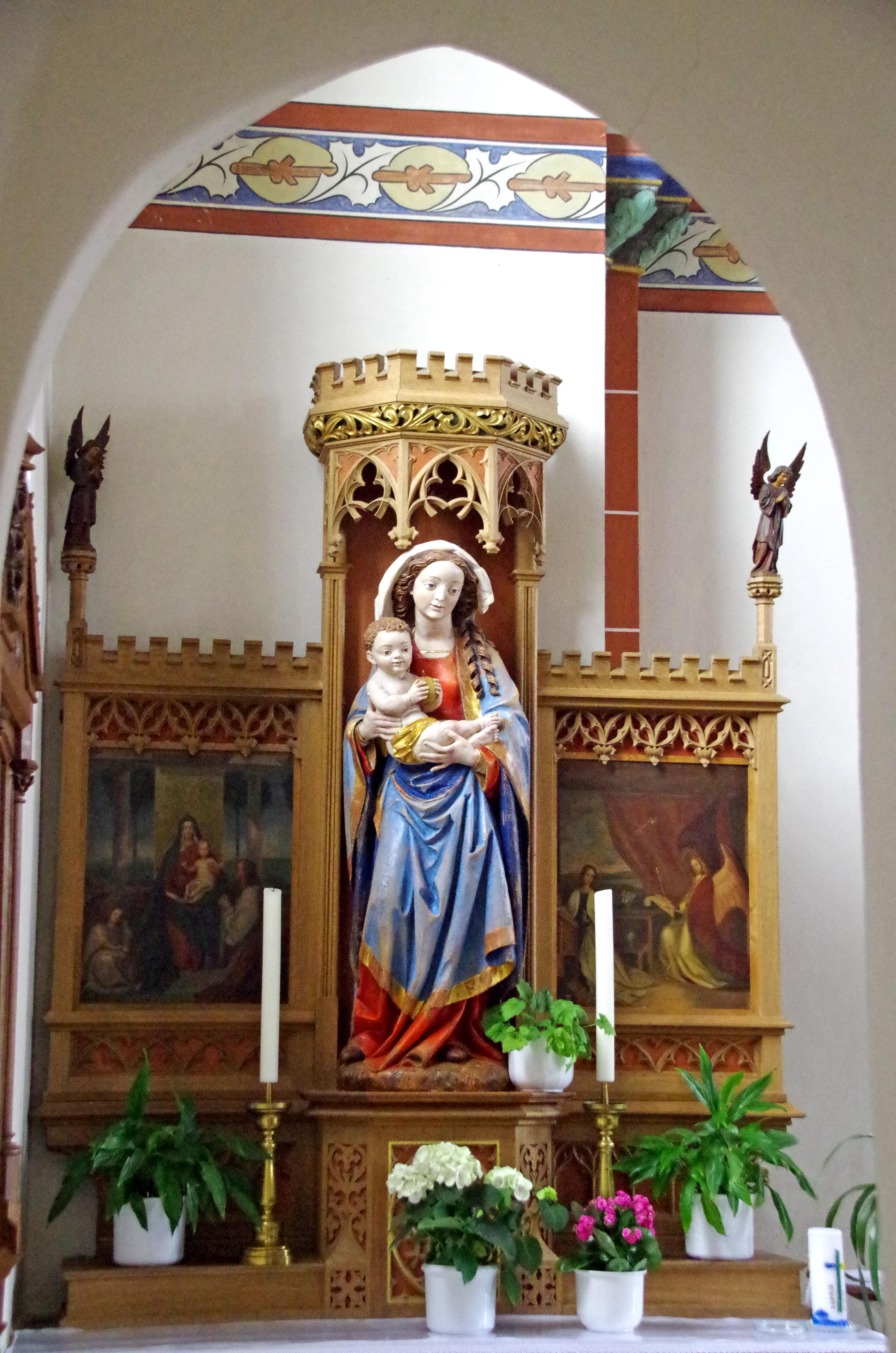
Marienaltar
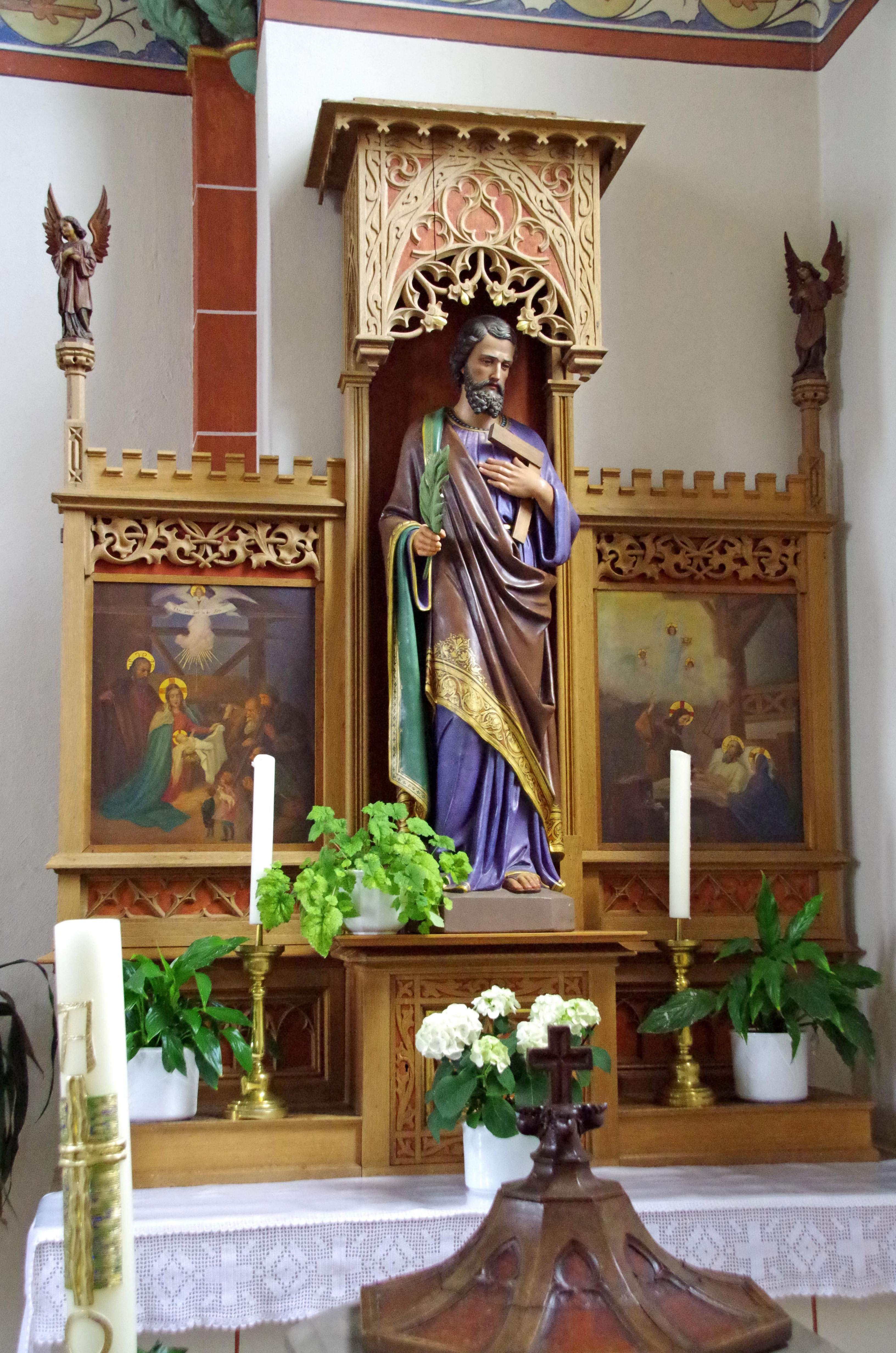
Josefsaltar
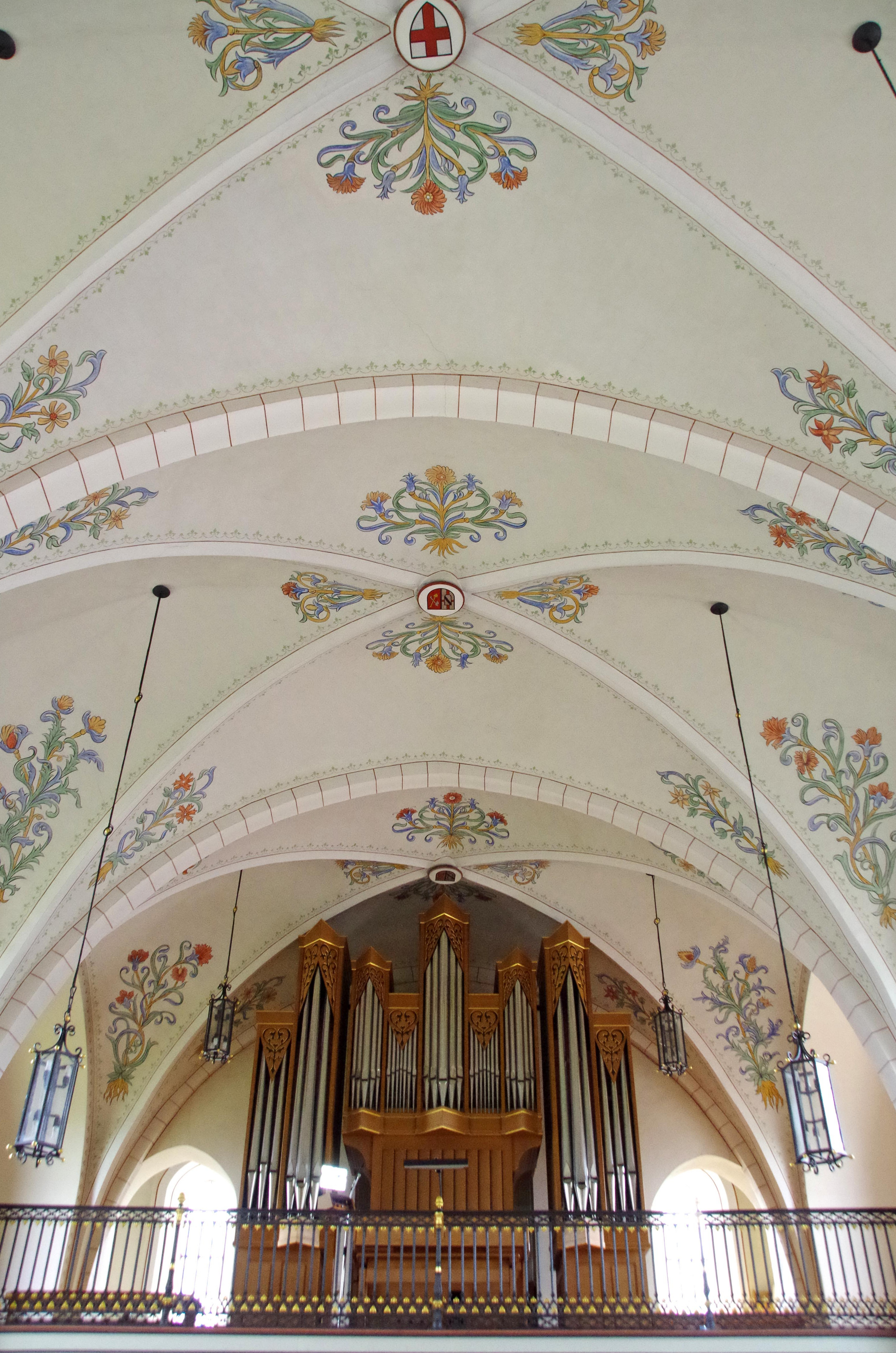
Blick zur Orgel
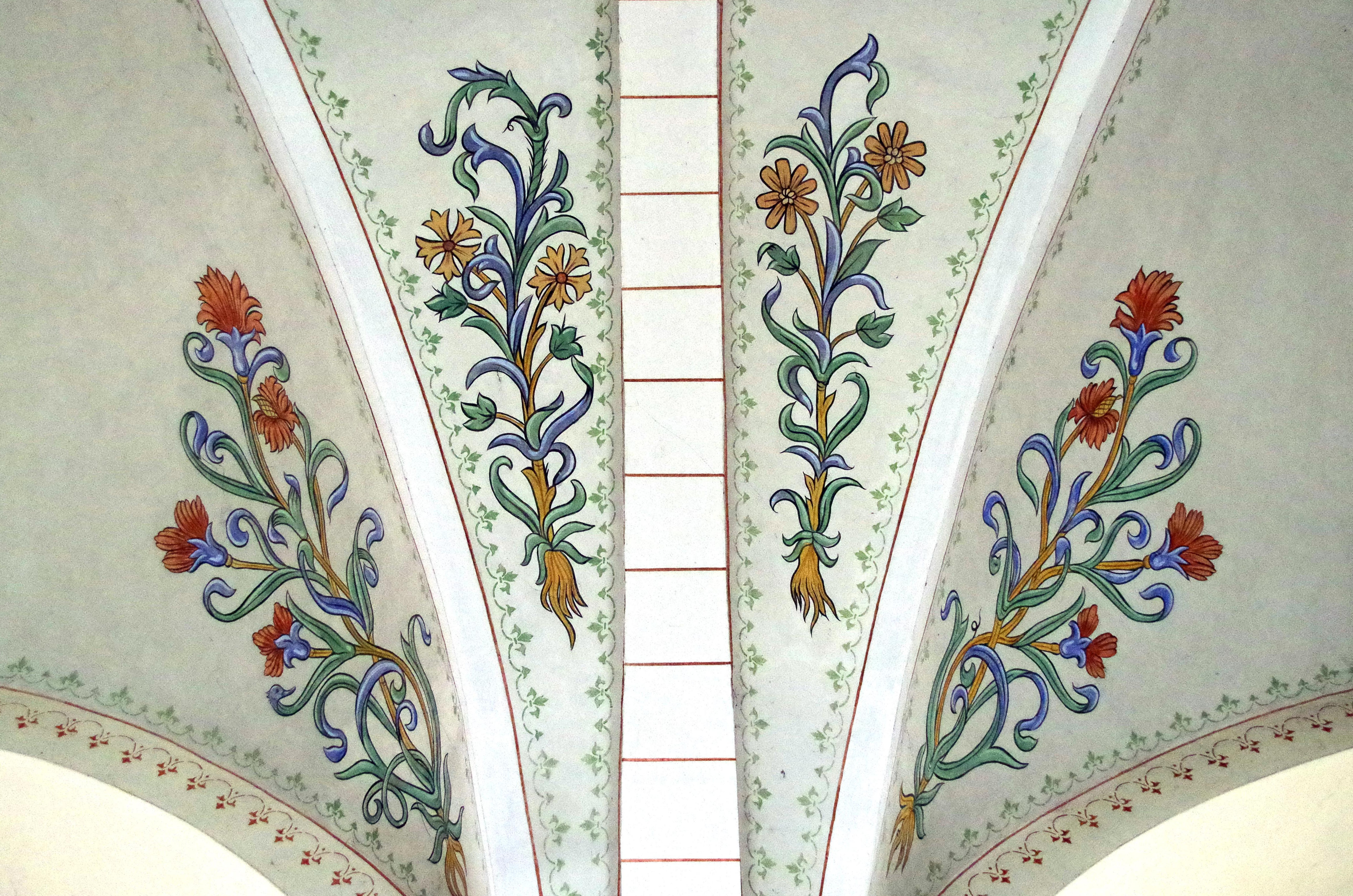
Florale Deckenmalerei
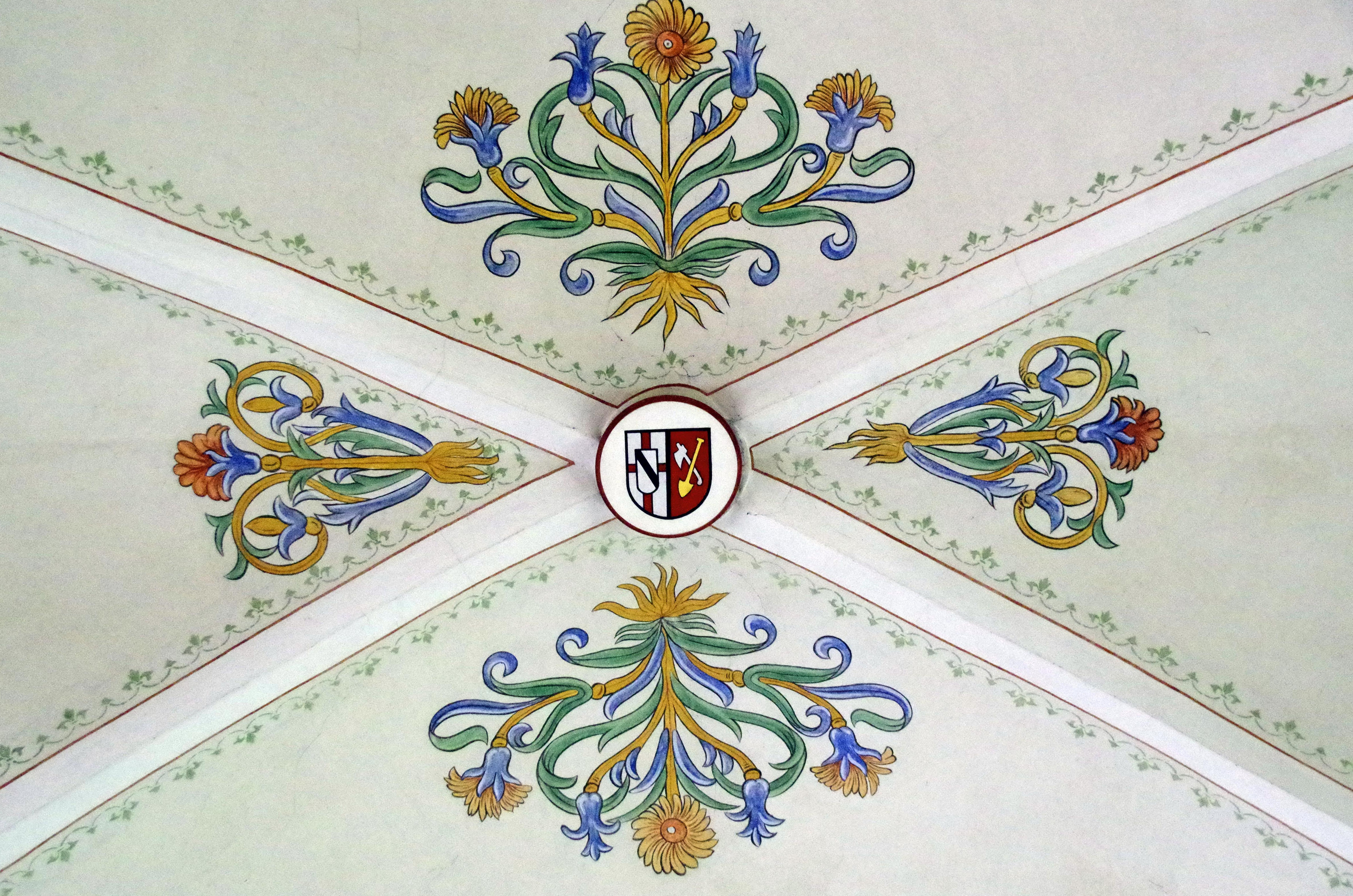
Deckenmalerei, Wappen